# Tinogasta (kommunhuvudort i Argentina)
Tinogasta är en kommunhuvudort i Argentina.   Den ligger i provinsen Catamarca, i den nordvästra delen av landet, 1 100 km nordväst om huvudstaden Buenos Aires. Tinogasta ligger 1 212 meter över havet och antalet invånare är 14 509.
Terrängen runt Tinogasta är platt norrut, men söderut är den kuperad. Tinogasta är det största samhället i trakten.
Trakten runt Tinogasta består i huvudsak av gräsmarker. Trakten runt Tinogasta är nära nog obefolkad, med mindre än två invånare per kvadratkilometer.